# John Cooper (tennisser)
John Cooper (4 november 1946) is een voormalig Australisch tennisser. In de jaren 1970 speelde hij in de ATP Tour. Zijn hoogste ATP ranglijstpositie was 66 – deze behaalde hij in september 1973. John Cooper is de tien jaar jongere broer van Wimbledonwinnaar (1958) Ashley Cooper.
In 1972 won hij 't Melkhuisje in Hilversum. Op het Wimbledontoernooi van 1973 bereikte hij de finale van het herendubbelspel, met zijn landgenoot Neale Fraser. Ze verloren deze van Jimmy Connors (Verenigde Staten) en Ilie Năstase (Roemenië), met de uitslag 3-6, 6-3, 6-4, 8-9(3-7) en 6-1.